# Náměšť na Hané
Náměšť na Hané (deutsch Namiescht) ist eine Minderstadt im Okres Olomouc in Tschechien. Sie liegt 15 Kilometer westlich von Olomouc im Gebiet der Haná-Ebene.

## Geographie
Náměšť na Hané liegt am Fuße des Drahaner Berglandes am Rande der Obermährischen Senke (Hornomoravský úval) an der Einmündung des Baches Baběnec in die Šumice.
Nachbarorte sind Biskupství und Senička (Kleinzinitz) im Norden, Senice na Hané (Großzinitz) im Nordosten, Loučany (Lautschan) im Osten, Drahanovice (Drahanowitz) im Süden, Olbramice (Obramitz) im Westen und Nové Dvory im Nordwesten.

## Geschichte
Náměšť na Hané wurde erstmals 1141 in einem Güterverzeichnis des Olmützer Bischofs Heinrich Zdik erwähnt. Ein Teil des damaligen Dorfes war im Besitz des Olmützer Domkapitels, der größere Teil gehörte den mährischen Kleinadeligen, die sich von Namiescht nannten. König Johann von Böhmen erhob Namiescht 1319 zum Städtchen, dem er gleichzeitig einen Wochenmarkt gewährte und später auch das Privileg eines Jahrmarkts erteilte. Das erstmals 1371 erwähnte Kastell bildete das Verwaltungszentrum der kleinen Grundherrschaft. In der Zeit von 1423 bis 1482 ist zudem eine Burg belegt, die vermutlich die bischöflichen Besitzungen schützen sollte, später jedoch aufgegeben wurde. In den Jahren 1536 bis 1594 war Namiescht im Besitz der Herren von Würben. Während ihrer Herrschaft wurde das alte Kastell zu einem kleinen Renaissance-Schloss umgebaut, das später als Unteres Schloss bezeichnet wurde. Es wurde nach den Zerstörungen des Dreißigjährigen Kriegs erneuert und Anfang des 18. Jahrhunderts barockisiert. 1726 gelangte die Herrschaft Namiescht an Graf Aloys Thomas Raimund von Harrach. Dessen Nachfolger, Graf Ferdinand Bonaventura von Harrach, erbaute auf einer Anhöhe das sogenannte Obere Schloss, das von einem kreisförmig angelegten Park umgeben ist, zu dem aus vier Richtungen Lindenallen führen. Nachfolgend wurde im Unteren Schloss zwischen 1765 und 1768 zunächst eine Textilfabrik und danach eine Brauerei eingerichtet. Von 1780 bis 1916 war Namiescht im Besitz der Grafen Kinsky, anschließend gehörte es bis zur Enteignung 1945 der Familie Ottahal.
Nach der Aufhebung der Patrimonialherrschaften bildete Namiescht ab 1850 eine Gemeinde im Bezirk Olmütz. 1949 wurde Biskupství, 1974 Loučany und 1980 Olbramice eingemeindet. Seit 1990 bilden Loučany und Olbramice wieder selbständige Gemeinden. Seit dem 23. Januar 2007 besitzt Náměšť na Hané wieder den Status eines Městys.

## Partnerstädte
- Levice, Slowakei
- Szczytna, Polen

## Gemeindegliederung
Für den Městys Náměšť na Hané sind keine Ortsteile ausgewiesen. Zu Náměšť na Hané gehören die Ansiedlungen Biskupství (Bistum) und Nové Dvory. Grundsiedlungseinheiten sind Náměšť na Hané und Nové Dvory.

## Sehenswürdigkeiten

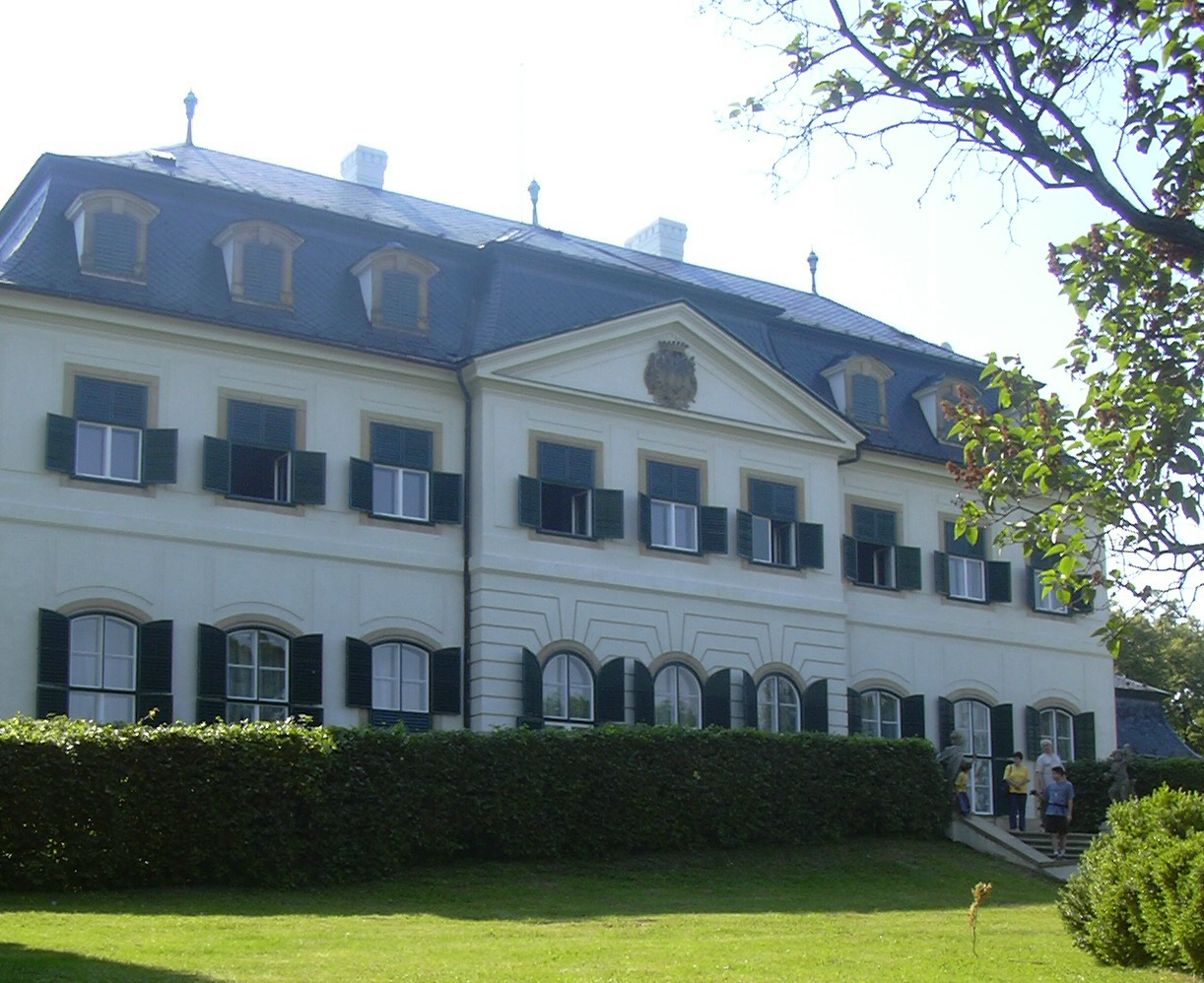
Schloss Náměšť na Hané

- Schloss Náměšť na Hané mit der Schlosskapelle zur Hl. Dreifaltigkeit sowie einer Sammlung historischer Kutschen der Olmützer Bischöfe und Erzbischöfe.
- Die Pfarrkirche St. Heinrich und St. Kunigunde (Kostel sv. Kunhutý) entstand 1872 an der Stelle einer älteren Kirche.
- Mariensäule
- Nepomuksäule
- Kreuze und andere Bildstöcke